# Aricidea
Aricidea is een geslacht van borstelwormen uit de familie van de Paraonidae.

## Soorten
- Aricidea aberrans Laubier & Ramos, 1974
- Aricidea abranchiata Hartman, 1965
- Aricidea annae Laubier, 1967
- Aricidea crassicapitis Fauchald, 1972
- Aricidea elongata Imajima, 1973
- Aricidea eximia Imajima, 1973
- Aricidea hartmanae (Strelzov, 1968)
- Aricidea hartmani Strelzov, 1968
- Aricidea longobranchiata Day, 1961
- Aricidea neosuecica Hartman, 1965
- Aricidea pigmentata Carrasco, 1976
- Aricidea rubra Hartman, 1963
- Aricidea similis Fauchald, 1972
- Aricidea tetrabranchia Hartman & Fauchald, 1971
- Aricidea zelenzovi Strelzov, 1968
- Ondergeslacht Aricidea (Acmira) Hartley, 1981
  - Aricidea (Acmira) assimilis Tebble, 1959
  - Aricidea (Acmira) bispinata Cantone, 1995
  - Aricidea (Acmira) catherinae Laubier, 1967
  - Aricidea (Acmira) cerrutii Laubier, 1966
  - Aricidea (Acmira) finitima Strelzov, 1973
  - Aricidea (Acmira) flava Zhou & Reuscher, 2013
  - Aricidea (Acmira) hirsuta Arriaga-Hernández, Hernández-Alcántara & Solís-Weiss, 2013
  - Aricidea (Acmira) horikoshii Imajima, 1973
  - Aricidea (Acmira) jeaneteae Langeneck, Busoni, Aliani & Castelli, 2017
  - Aricidea (Acmira) laubieri Hartley, 1981
  - Aricidea (Acmira) lopezi Berkeley & Berkeley, 1956
  - Aricidea (Acmira) mirifica Strelzov, 1973
  - Aricidea (Acmira) philbinae Brown, 1976
  - Aricidea (Acmira) rubra Blake, 1996
  - Aricidea (Acmira) simonae Laubier & Ramos, 1974
  - Aricidea (Acmira) simplex Day, 1963
  - Aricidea (Acmira) strelzovi Hartmann-Schröder & Rosenfeldt, 1990
  - Aricidea (Acmira) taylori Pettibone, 1965
  - Aricidea (Acmira) trilobata Imajima, 1973
- Ondergeslacht Aricidea (Aedicira) Hartman, 1957
  - Aricidea (Aedicira) antarctica Hartmann-Schröder & Rosenfeldt, 1990
  - Aricidea (Aedicira) ascensionensis Hartmann-Schröder, 1992
  - Aricidea (Aedicira) brevicornis Hartmann-Schröder, 1962
  - Aricidea (Aedicira) pacifica Hartman, 1944
  - Aricidea (Aedicira) punctata Hartmann-Schröder, 1962
- Ondergeslacht Aricidea (Aricidea) [Webster, 1879, sensu stricto]
  - Aricidea (Aricidea) albatrossae Pettibone, 1957
  - Aricidea (Aricidea) capensis Day, 1961
  - Aricidea (Aricidea) curviseta Day, 1963
  - Aricidea (Aricidea) fragilis Webster, 1879
  - Aricidea (Aricidea) longicirrata Hartmann-Schröder, 1965
  - Aricidea (Aricidea) minima Strelzov, 1973
  - Aricidea (Aricidea) minuta Southward, 1956
  - Aricidea (Aricidea) multiantennata Lovell, 2002
  - Aricidea (Aricidea) petacalcoensis de León-González, Hernández-Guevara & Rodríguez-Valencia, 2006
  - Aricidea (Aricidea) pseudoarticulata Hobson, 1972
  - Aricidea (Aricidea) rosea Reish, 1968
  - Aricidea (Aricidea) sanmartini Aguado & López, 2003
  - Aricidea (Aricidea) thailandica Lovell, 2002
  - Aricidea (Aricidea) wassi Pettibone, 1965
- Ondergeslacht Aricidea (Strelzovia) Aguirrezabalaga, 2012
  - Aricidea (Strelzovia) aberrans Laubier & Ramos, 1974
  - Aricidea (Strelzovia) abranchiata Hartman, 1965
  - Aricidea (Strelzovia) abyssalis Laubier & Ramos, 1974
  - Aricidea (Strelzovia) albatrossae Pettibone, 1957
  - Aricidea (Strelzovia) alisdairi Hasan, 1960
  - Aricidea (Strelzovia) antennata Annenkova, 1934
  - Aricidea (Strelzovia) australiensis Hartmann-Schröder, 1990
  - Aricidea (Strelzovia) belgicae (Fauvel, 1936)
  - Aricidea (Strelzovia) bifurcata Aguirrezabalaga & Gil, 2009
  - Aricidea (Strelzovia) bryani Gaston & McLelland, 1996
  - Aricidea (Strelzovia) bulbosa Hartley, 1984
  - Aricidea (Strelzovia) claudiae Laubier, 1967
  - Aricidea (Strelzovia) curviseta Day, 1963
  - Aricidea (Strelzovia) facilis Strelzov, 1973
  - Aricidea (Strelzovia) hartleyi Blake, 1996
  - Aricidea (Strelzovia) hartmanae (Strelzov, 1968)
  - Aricidea (Strelzovia) longisetosa Sardá, Gil, Taboada & Gili, 2009
  - Aricidea (Strelzovia) maialenae Aguirrezabalaga & Gil, 2009
  - Aricidea (Strelzovia) mariannae Katzmann & Laubier, 1975
  - Aricidea (Strelzovia) mediterranea (Laubier & Ramos, 1974)
  - Aricidea (Strelzovia) mirunekoa Aguirrezabalaga & Gil, 2009
  - Aricidea (Strelzovia) monicae Laubier, 1967
  - Aricidea (Strelzovia) nekanae Aguirrezabalaga & Gil, 2009
  - Aricidea (Strelzovia) oculata Hartmann-Schröder & Rosenfeldt, 1990
  - Aricidea (Strelzovia) parabelgicae López & Sikorski, 2017
  - Aricidea (Strelzovia) pisanoi Montiel & Hilbig, 2004
  - Aricidea (Strelzovia) pseudannae Katzmann & Laubier, 1975
  - Aricidea (Strelzovia) pulchra Strelzov, 1973
  - Aricidea (Strelzovia) quadrilobata Webster & Benedict, 1887
  - Aricidea (Strelzovia) ramosa Annenkova, 1934
  - Aricidea (Strelzovia) roberti Hartley, 1984
  - Aricidea (Strelzovia) sardai Aguirrezabalaga & Gil, 2009
  - Aricidea (Strelzovia) suecica Eliason, 1920

### Taxon inquirendum
- Aricidea nolani Webster & Benedict, 1887

### Synoniemen
- Aricidea abyssalis Laubier & Ramos, 1974 => Aricidea (Strelzovia) abyssalis Laubier & Ramos, 1974
- Aricidea albatrossae Pettibone, 1957 => Aricidea (Aricidea) albatrossae Pettibone, 1957
- Aricidea antennata Annenkova, 1934 => Aricidea (Strelzovia) antennata Annenkova, 1934
- Aricidea assimilis Tebble, 1959 => Aricidea (Acmira) assimilis Tebble, 1959
- Aricidea bifurcata Aguirrezabalaga & Gil, 2009 => Aricidea (Strelzovia) bifurcata Aguirrezabalaga & Gil, 2009
- Aricidea capensis Day, 1961 => Aricidea (Aricidea) capensis Day, 1961
- Aricidea catherinae Laubier, 1967 => Aricidea (Acmira) catherinae Laubier, 1967
- Aricidea cerrutii Laubier, 1966 => Aricidea (Acmira) cerrutii Laubier, 1966
- Aricidea claudiae Laubier, 1967 => Aricidea (Strelzovia) claudiae Laubier, 1967
- Aricidea curviseta Day, 1963 => Aricidea (Aricidea) curviseta Day, 1963
- Aricidea fragilis Webster, 1879 => Aricidea (Aricidea) fragilis Webster, 1879
- Aricidea hartleyi Blake, 1996 => Aricidea (Allia) hartleyi Blake, 1996 => Aricidea (Strelzovia) hartleyi Blake, 1996
- Aricidea horikoshii Imajima, 1973 => Aricidea (Acmira) horikoshii Imajima, 1973
- Aricidea laubieri Hartley, 1981 => Aricidea (Acmira) laubieri Hartley, 1981
- Aricidea lopezi Berkeley & Berkeley, 1956 => Aricidea (Acmira) lopezi Berkeley & Berkeley, 1956
- Aricidea maialenae Aguirrezabalaga & Gil, 2009 => Aricidea (Strelzovia) maialenae Aguirrezabalaga & Gil, 2009
- Aricidea mariannae Katzmann & Laubier, 1975 => Aricidea (Strelzovia) mariannae Katzmann & Laubier, 1975
- Aricidea minima Strelzov, 1973 => Aricidea (Aricidea) minima Strelzov, 1973
- Aricidea minuta Southward, 1956 => Aricidea (Aricidea) minuta Southward, 1956
- Aricidea mirunekoa Aguirrezabalaga & Gil, 2009 => Aricidea (Strelzovia) mirunekoa Aguirrezabalaga & Gil, 2009
- Aricidea monicae Laubier, 1967 => Aricidea (Strelzovia) monicae Laubier, 1967
- Aricidea multiantennata Lovell, 2002 => Aricidea (Aricidea) multiantennata Lovell, 2002
- Aricidea nekanae Aguirrezabalaga & Gil, 2009 => Aricidea (Strelzovia) nekanae Aguirrezabalaga & Gil, 2009
- Aricidea pacifica Hartman, 1944 => Aricidea (Aedicira) pacifica Hartman, 1944
- Aricidea petacalcoensis de León-González, Hernández-Guevara & Rodríguez-Valencia, 2006 => Aricidea (Aricidea) petacalcoensis de León-González, Hernández-Guevara & Rodríguez-Valencia, 2006
- Aricidea philbinae Brown, 1976 => Aricidea (Acmira) philbinae Brown, 1976
- Aricidea pisanoi Montiel & Hilbig, 2004 => Aricidea (Allia) pisanoi Montiel & Hilbig, 2004 => Aricidea (Strelzovia) pisanoi Montiel & Hilbig, 2004
- Aricidea pseudannae Katzmann & Laubier, 1975 => Aricidea (Allia) pseudannae Katzmann & Laubier, 1975 => Aricidea (Strelzovia) pseudannae Katzmann & Laubier, 1975
- Aricidea pseudoarticulata Hobson, 1972 => Aricidea (Aricidea) pseudoarticulata Hobson, 1972
- Aricidea quadrilobata Webster & Benedict, 1887 => Aricidea (Strelzovia) quadrilobata Webster & Benedict, 1887
- Aricidea ramosa Annenkova, 1934 => Aricidea (Strelzovia) ramosa Annenkova, 1934
- Aricidea roberti Hartley, 1983 => Aricidea (Strelzovia) roberti Hartley, 1984
- Aricidea sanmartini Aguado & López, 2003 => Aricidea (Aricidea) sanmartini Aguado & López, 2003
- Aricidea sardai Aguirrezabalaga & Gil, 2009 => Aricidea (Strelzovia) sardai Aguirrezabalaga & Gil, 2009
- Aricidea simonae Laubier & Ramos, 1974 => Aricidea (Acmira) simonae Laubier & Ramos, 1974
- Aricidea simplex Day, 1963 => Aricidea (Acmira) simplex Day, 1963
- Aricidea strelzovi Hartmann-Schröder & Rosenfeldt, 1990 => Aricidea (Acmira) strelzovi Hartmann-Schröder & Rosenfeldt, 1990
- Aricidea suecica Eliason, 1920 => Aricidea (Strelzovia) suecica Eliason, 1920
- Aricidea taylori Pettibone, 1965 => Aricidea (Acmira) taylori Pettibone, 1965
- Aricidea thailandica Lovell, 2002 => Aricidea (Aricidea) thailandica Lovell, 2002
- Aricidea trilobata Imajima, 1973 => Aricidea (Acmira) trilobata Imajima, 1973
- Aricidea wassi Pettibone, 1965 => Aricidea (Aricidea) wassi Pettibone, 1965
- Aricidea (Acesta) Strelzov, 1973 => Aricidea (Acmira) Hartley, 1981
- Aricidea (Acesta) cerrutii Laubier, 1966 => Aricidea (Acmira) cerrutii Laubier, 1966
- Aricidea (Acesta) finitima Strelzov, 1973 => Aricidea (Acmira) finitima Strelzov, 1973
- Aricidea (Acesta) mirifica Strelzov, 1973 => Aricidea (Acmira) mirifica Strelzov, 1973
- Aricidea (Acesta) strelzovi Hartmann-Schröder & Rosenfeldt, 1990 => Aricidea (Acmira) strelzovi Hartmann-Schröder & Rosenfeldt, 1990
- Aricidea (Allia) Strelzov, 1973 => Aricidea (Strelzovia) Aguirrezabalaga, 2012
- Aricidea (Allia) antarctica Hartmann-Schröder & Rosenfeldt, 1988 => Aricidea (Aedicira) antarctica Hartmann-Schröder & Rosenfeldt, 1990
- Aricidea (Allia) antennata Annenkova, 1934 => Aricidea (Strelzovia) antennata Annenkova, 1934
- Aricidea (Allia) australiensis Hartmann-Schröder, 1990 => Aricidea (Strelzovia) australiensis Hartmann-Schröder, 1990
- Aricidea (Allia) belgicae (Fauvel, 1936) => Aricidea (Strelzovia) belgicae (Fauvel, 1936)
- Aricidea (Allia) bifurcata Aguirrezabalaga & Gil, 2009 => Aricidea (Strelzovia) bifurcata Aguirrezabalaga & Gil, 2009
- Aricidea (Allia) bryani Gaston & McLelland, 1996 => Aricidea (Strelzovia) bryani Gaston & McLelland, 1996
- Aricidea (Allia) bulbosa Hartley, 1984 => Aricidea (Strelzovia) bulbosa Hartley, 1984
- Aricidea (Allia) facilis Strelzov, 1973 => Aricidea (Strelzovia) facilis Strelzov, 1973
- Aricidea (Allia) hartleyi Blake, 1996 => Aricidea (Strelzovia) hartleyi Blake, 1996
- Aricidea (Allia) longisetosa Sardá, Gil, Taboada & Gili, 2009 => Aricidea (Strelzovia) longisetosa Sardá, Gil, Taboada & Gili, 2009
- Aricidea (Allia) maialenae Aguirrezabalaga & Gil, 2009 => Aricidea (Strelzovia) maialenae Aguirrezabalaga & Gil, 2009
- Aricidea (Allia) mariannae Katzmann & Laubier, 1975 => Aricidea (Strelzovia) mariannae Katzmann & Laubier, 1975
- Aricidea (Allia) mediterranea (Laubier & Ramos, 1974) => Aricidea (Strelzovia) mediterranea (Laubier & Ramos, 1974)
- Aricidea (Allia) mirunekoa Aguirrezabalaga & Gil, 2009 => Aricidea (Strelzovia) mirunekoa Aguirrezabalaga & Gil, 2009
- Aricidea (Allia) monicae Laubier, 1967 => Aricidea (Strelzovia) monicae Laubier, 1967
- Aricidea (Allia) nekanae Aguirrezabalaga & Gil, 2009 => Aricidea (Strelzovia) nekanae Aguirrezabalaga & Gil, 2009
- Aricidea (Allia) oculata Hartmann-Schröder & Rosenfeldt, 1990 => Aricidea (Strelzovia) oculata Hartmann-Schröder & Rosenfeldt, 1990
- Aricidea (Allia) pisanoi Montiel & Hilbig, 2004 => Aricidea (Strelzovia) pisanoi Montiel & Hilbig, 2004
- Aricidea (Allia) pseudannae Katzmann & Laubier, 1975 => Aricidea (Strelzovia) pseudannae Katzmann & Laubier, 1975
- Aricidea (Allia) pulchra Strelzov, 1973 => Aricidea (Strelzovia) pulchra Strelzov, 1973
- Aricidea (Allia) ramosa Annenkova, 1934 => Aricidea (Strelzovia) ramosa Annenkova, 1934
- Aricidea (Allia) roberti Hartley, 1984 => Aricidea (Strelzovia) roberti Hartley, 1984
- Aricidea (Allia) sardai Aguirrezabalaga & Gil, 2009 => Aricidea (Strelzovia) sardai Aguirrezabalaga & Gil, 2009
- Aricidea (Allia) suecica Eliason, 1920 => Aricidea (Strelzovia) suecica Eliason, 1920
- Aricidea (Cirrophorus) (Ehlers, 1908) => Cirrophorus Ehlers, 1908
- Aricidea (Cirrophorus) aciculata Hartman, 1957 => Cirrophorus aciculatus (Hartman, 1957)
- Aricidea (Cirrophorus) furcata Hartman, 1957 => Cirrophorus furcatus (Hartman, 1957)
- Aricidea (Cirrophorus) longifurcata Hartmann-Schröder, 1965 => Cirrophorus longifurcatus (Hartmann-Schröder, 1965)
- Aricidea alata Treadwell, 1901 => Laonice brevicornis (Kinberg, 1866)
- Aricidea alisdairi Hasan, 1960 => Allia alisdairi (Hasan, 1960)
- Aricidea cerruti => Aricidea cerrutii Laubier, 1966 => Aricidea (Acmira) cerrutii Laubier, 1966
- Aricidea fauveli Hartman, 1957 => Aricidea (Acmira) lopezi Berkeley & Berkeley, 1956
- Aricidea heteroseta Hartman, 1948 => Aricidea suecica Eliason, 1920 => Aricidea (Strelzovia) suecica Eliason, 1920
- Aricidea jeffreysi => Aricidea jeffreysii [Auctt. (Non McIntosh, 1879)] => Aricidea (Acmira) cerrutii Laubier, 1966
- Aricidea jeffreysii [Auctt. (Non McIntosh, 1879)] => Aricidea (Acmira) cerrutii Laubier, 1966
- Aricidea longicornuta Berkeley & Berkeley, 1950 => Aricidea uschakowi Zachs, 1925 => Aricidea (Allia) suecica Eliason, 1920 => Aricidea (Strelzovia) suecica Eliason, 1920
- Aricidea mutabilis Laubier & Ramos, 1974 => Aricidea (Acmira) assimilis Tebble, 1959
- Aricidea punctata Katzmann, 1973 => Aricidea simonae Laubier & Ramos, 1974 => Aricidea (Acmira) simonae Laubier & Ramos, 1974
- Aricidea tetrabranchiata => Aricidea tetrabranchia Hartman & Fauchald, 1971
- Aricidea trilobata Laubier & Ramos, 1974 => Aricidea (Acmira) jeaneteae Langeneck, Busoni, Aliani & Castelli, 2017
- Aricidea uschakowi Zachs, 1925 => Aricidea (Allia) suecica Eliason, 1920 => Aricidea (Strelzovia) suecica Eliason, 1920
- Aricidea (Aedicira) ramosa Annenkova, 1934 => Aricidea (Allia) ramosa Annenkova, 1934 => Aricidea (Strelzovia) ramosa Annenkova, 1934
- Aricidea (Aricidea) fauveli Hartman, 1957 => Aricidea (Acmira) lopezi Berkeley & Berkeley, 1956
- Aricidea (Aricidea) jeffreysii [sensu Cerrutii, 1909 (Non McIntosh, 1879)] => Aricidea (Acmira) cerrutii Laubier, 1966
- Aricidea (Aricidea) longobranchiata Day, 1961 => Aricidea longobranchiata Day, 1961
- Aricidea (Aricidea) taylori Pettibone, 1965 => Aricidea (Acmira) taylori Pettibone, 1965